# Allahganj
Allahganj é uma vila e uma nagar panchayat no distrito de Shahjahanpur, no estado indiano de Uttar Pradesh.

## Geografia
Allahganj está localizada a 27° 33′ N, 79° 41′ L. Tem uma altitude média de 142 metros (465 pés).

## Demografia
Segundo o censo de 2001, Allahganj tinha uma população de 11,956 habitantes. Os indivíduos do sexo masculino constituem 53% da população e os do sexo feminino 47%. Allahganj tem uma taxa de literacia de 50%, inferior à média nacional de 59.5%; com 63% para o sexo masculino e 37% para o sexo feminino. 19% da população está abaixo dos 6 anos de idade.